# Front Ukraiński (1919)
Front Ukraiński – front Armii Czerwonej, utworzony 4 stycznia 1919, w początkowej fazie interwencji Rosji Radzieckiej na Ukrainie, na podstawie rozkazu dowódcy Sztabu Polowego Armii Czerwonej Kostiajewa i szefa Rady Rewizyjnej Ukraińskiej Republiki Radzieckiej Arałowa.
Formalnie Front Ukraiński podlegał Nikołajowi Podwojskiemu – republikańskiemu komisarzowi spraw wojskowych Ukrainy. Dowódcą Frontu został mianowany Władimir Antonow-Owsiejenko, członkami Rady Wojskowej – Wyszneweckyj (zmieniony pod koniec kwietnia przez Andrieja Bubnowa) i Juchym Szczadenko, szefem sztabu – Wasilij Głagolew. 
W połowie czerwca 1919, w obliczu klęski w bitwie o Donbas przeciwko Armii Ochotniczej, Front Ukraiński został zlikwidowany: z 1 i 3 Ukraińskiej Armii Radzieckiej utworzono 12 Armię, a 2 Ukraińska Armia Radziecka weszła w skład 14 Armii (obie w składzie Frontu Południowego).